# Crocidura arabica
Crocidura arabica е вид бозайник от семейство Земеровкови (Soricidae).

## Разпространение
Видът е разпространен в Йемен и Оман.